# Грейфенбергерис, Юозас Юргевич
Юозас Юргевич Грейфенбергерис (лит. Juozas Greifenbergeris; 6 апреля 1898, Калвария, Сувалкская губерния — 27 декабря 1926, Каунас) — деятель коммунистического движения Литвы, журналист.

## Биография
Учился в гимназии в Смоленске. В 1918 году участник первого съезда РКСМ. В конце 1918 в руководстве РКСМ Западной области, затем член ЦК комсомола Белоруссии. С февраля 1920 член Исполкома КИМ (Коммунистический Интернационал Молодежи). В 1920 году отправился для подпольной работы в Литву. В 1920—22 секретарь ЦК КСМ Литвы, редактор газеты «Молодой коммунист». Делегат 3-го (1921) и 4-го (1924) съездов Коммунистической партии Литвы. С 1921 член ЦК, с 1923 член Оргбюро ЦК, в 1926 член Политбюро ЦК КП Литвы. В 1921 делегат Третьего конгресса Коминтерна.

## Военный переворот в Литве (1926)
После переворота в Литве, происшедшего 17 декабря 1926 года, был арестован и предан суду военного трибунала вместе с другими лидерами Литовской компартии.
Был приговорен к смертной казни вместе с Казисом Гедрисом, Раполасом Чарнасом и Каролисом Пожелой. Ещё двое подсудимых были приговорены к пожизненному заключению и к восьми годам.
Осужденные на смерть были расстреляны в Шестом форте Каунаса 27 декабря 1926 года.

## Память
- В 1973 году в Каунасе был установлен памятник «Четверо коммунистов» (иначе «Четверо коммунаров»; скульпторы Бронюс Вишняускас и Наполеонас Пятрулис), ныне находится в экспозиции советских скульптур в парке Грутас[2].